# St. Ansgar (Sandkrug)
St. Ansgar ist eine römisch-katholische Filialkirche der Pfarrgemeinde St. Josef in der niedersächsischen Großstadt Oldenburg. Sie steht unter dem Patrozinium des Heiligen Ansgar und gehört zum Bistum Münster. Das Gotteshaus in Sandkrug ist eine Saalkirche im Stil der Moderne und bietet 250 Gläubigen Platz.

## Geschichte
In Sandkrug fanden nach dem Zweiten Weltkrieg viele geflüchtete Katholiken vor allem aus Niederschlesien und der Grafschaft Glatz eine neue Heimat. Darunter war auch der katholische Pfarrer Joseph Christian, der nach seiner Ankunft im Sommer 1946 die Geflüchteten seelsorgerisch betreute. Weil es in der Sandkruger Diaspora kein katholisches Kirchengebäude gab, wurden die Gottesdienste in der evangelischen Kirchenbaracke gefeiert. Die Katholiken wünschten sich schon bald ein eigenes Gotteshaus. Aber die Nutzung der Notkirche dauerte zwei Jahrzehnte. Nach dem Tod von Pfarrer Christian 1952 betreuten die Seelsorger der Oldenburger Kirche St. Josef die Region Sandkrug. 
Die vom Architekten Gerd Rohling (Cloppenburg) entworfene neue Kirche wurde 1966 gebaut und vom Bischöflichen Offizial dem Hl. Ansgar, dem „Apostel des Nordens“, geweiht.  Direkt neben dem modernen Backsteinbau entstanden 1980 das Pfarrheim und das Pfarrhaus. Der 1966 gebaute freistehende Kirchturm, der mehr als 50 Jahre lang das Wahrzeichen von Sandkrug war, musste 2020 wegen starker Verwitterung des Holzes und Einsturzgefahr abgerissen werden. 
Die Ansgarikirche hatte in den Jahren 1981 bis 1986 einen eigenen Pfarrer. Der Seelsorgebezirk Sandkrug wurde 1983 in eine Kapellengemeinde umgewandelt und gehört seit 2006 zusammen mit St. Michael (Oldenburg) und Heilige Drei Könige (Wardenburg) zur Pfarrkirche St. Josef (Oldenburg-Bümmerstede). Zur Prävention von sexuellem Missbrauch von Kindern und Jugendlichen erarbeitete 2017 eine Steuerungsgruppe im Auftrag des Pfarreirates ein institutionelles Schutzkonzept, das alle fünf Jahre überprüft und bei Bedarf modifiziert wird.
Am 1. Januar 2024 schlossen sich die drei Oldenburger Pfarren St. Josef, St. Willehad und St. Marien sowie fünf Kirchengemeinden aus benachbarten Landkreisen zusammen zum Katholischen Kirchenverband „Pastoraler Raum Oldenburg-Delmenhorst“ mit Sitz in Oldenburg.

## Glocken
St. Ansgar hat zwei ungewöhnliche Kirchenglocken. Die eine Glocke aus dem 14. Jahrhundert brachten Geflüchtete aus Liegnitz (Niederschlesien) mit nach Sandkrug. Die zweite Glocke ist ein Nachguss der Schiffsglocke des Passagierdampfers „Bremen“ und eine Spende der Vulkanwerft in Bremen-Vegesack.

## Orgel
Als Ersatz für den Vorgänger wurde 1988 eine neue einfache Kirchenorgel (I+P/6) von der Firma Romanus Seifert & Sohn (Kevelaer) erbaut.
Die Orgel besitzt ein Manual (C - f3) und ein Pedal (C - d1). Das Schleifladen-Instrument hat 6 Register. Die Spieltraktur und die Registertraktur sind mechanisch. Ein Pedalkoppel dient als Spielhilfe (Stand: 29. März 2021).